# Drömmarnas fält
Drömmarnas fält (engelska: Field of Dreams) är en amerikansk långfilm från 1989 i regi av Phil Alden Robinson, med Kevin Costner, Amy Madigan, Gaby Hoffmann och Ray Liotta i rollerna. Filmen nominerades till tre Oscars: Bästa originalmusik (James Horner), Bästa manus efter förlaga (Phil Alden Robinson) och Bästa film.

## Handling
När han går runt på sitt majsfält hör den orutinerade bonden Ray Kinsella (Kevin Costner) en röst som viskar "If you build it, he will come" och Ray ser sedan en basebollplan. Hans fru Annie (Amy Madigan) är skeptisk men låter honom plöja upp marken för att bygga planen.
Inget händer och Ray håller snart på att gå bankrutt. Ray och Anne diskuterar att plantera om majsfältet, men deras dotter Karin (Gaby Hoffmann) ser en man på planen. Ray upptäcker att han är "Shoeless" Joe Jackson (Ray Liotta), en verklig sedan länge avliden basebollspelare som Rays pappa hade som idol. Överlycklig över att kunna spela baseboll igen kommer resten av Joes manskap ut; sju andra spelare från Black Sox-skandalen 1919.

## Rollista
| Kevin Costner    | – Ray Kinsella                     |
| Amy Madigan      | – Annie Kinsella                   |
| Gaby Hoffmann    | – Karin Kinsella                   |
| Ray Liotta       | – "Shoeless" Joe Jackson           |
| Timothy Busfield | – Mark                             |
| James Earl Jones | – Terence Mann                     |
| Burt Lancaster   | – Dr. Archibald "Moonlight" Graham |
| Frank Whaley     | – Archie Graham                    |
| Dwier Brown      | – John Kinsella                    |
| Fern Persons     | – Annies mamma                     |
| Art LaFleur      | – Chick Gandil                     |
| Michael Milhoan  | – Buck Weaver                      |
| Steve Eastin     | – Eddie Cicotte                    |
| Charles Hoyes    | – Swede Risberg                    |
| Matt Damon       | – basebollfantast på Fenway Park   |

## MLB at Field of Dreams

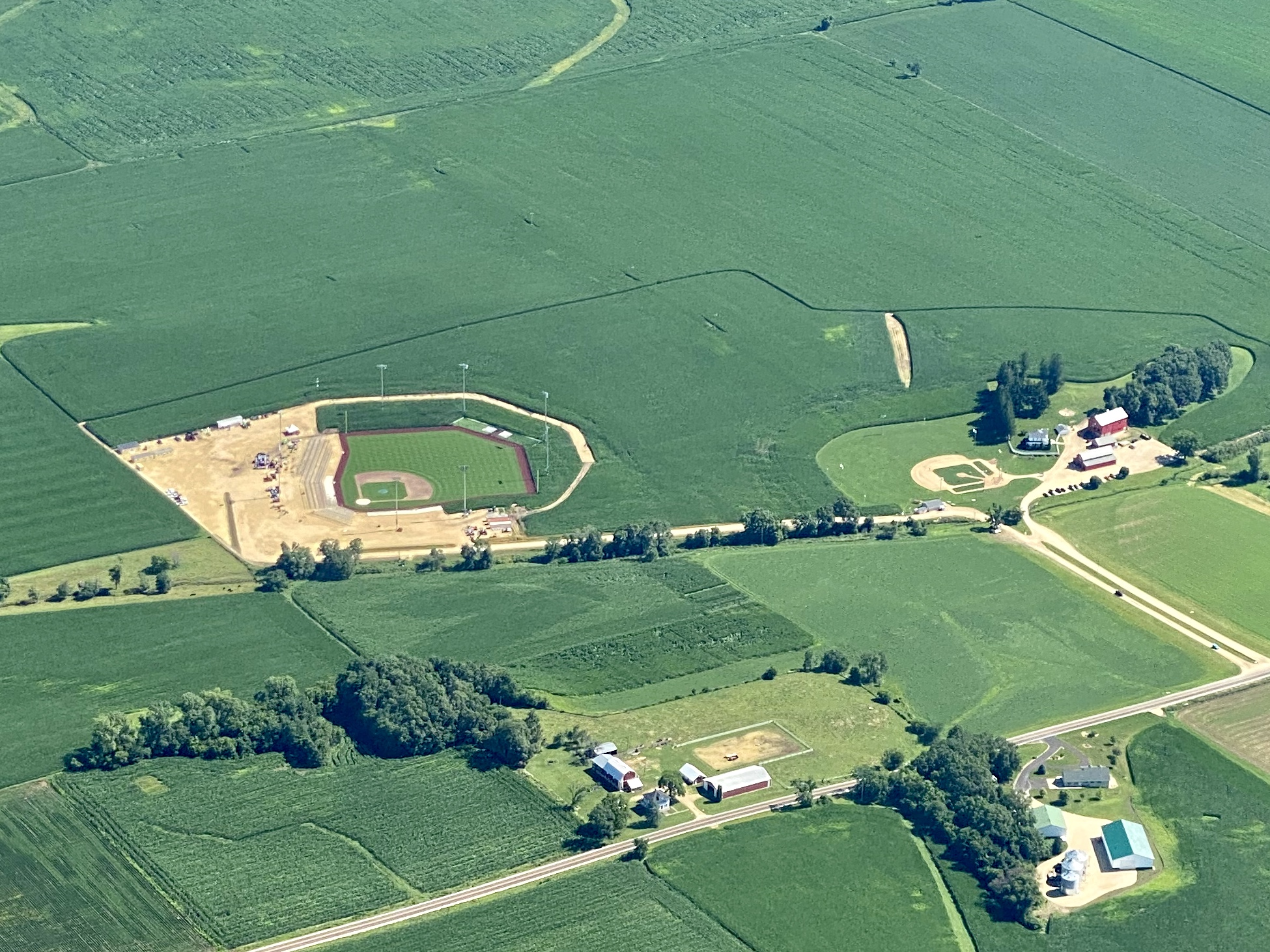
Flygbild som visar MLB-planen under uppbyggnad (till vänster) och planen som användes vid filminspelningen (till höger) samt det omgivande majsfältet.

Den 12 augusti 2021 spelades en match i Major League Baseball (MLB) mellan Chicago White Sox och New York Yankees på en plan som anlagts bara några hundra meter från planen som användes vid filminspelningen, nära Dyersville i Iowa. Kevin Costner närvarade och ledde spelarnas inmarsch på planen, vilken skedde genom det majsfält som omgav den precis som i en framträdande scen i filmen. White Sox vann matchen med 9–8 efter mycket dramatik. MLB:s kommissarie Rob Manfred sade i samband med matchen att en ny match skulle spelas på platsen 2022 och eventuellt fler efter det.